# 千代田企画
株式会社千代田企画（ちよだきかく）は、テレビ番組、コマーシャル、ビデオパッケージの企画・制作を行う企業である。

## 概要
1977年（昭和52年）9月16日、東京12チャンネル（現・テレビ東京）の関連会社だった千代田ビデオの出資により設立。当時フジテレビ『欽ちゃんのドンとやってみよう!』のプロデューサーであった常田久仁子（2010年死去）を迎え入れ、主にフジテレビやテレビ東京の番組を制作している。
現在の代表取締役は三宅恵介。三宅はフジテレビエグゼクティブディレクター（嘱託職）との兼務である。

## 所属スタッフ
- 石垣勤（取締役ディレクター）
- 塩原大介（取締役ディレクター）
- 金田光弘（ディレクター）
- 岡田あさか（取締役経理）
- 釣見和正（総務）

### かつての所属スタッフ
- 林良三（プロデューサー、チーフディレクター、作詞家「林春生」/フジテレビから移籍、1995年死去）
- 常田久仁子（エグゼグティブプロデューサー/フジテレビから移籍、2010年死去）
- なかむらたかし（プロデューサー、ディレクター）
- 鈴木高行（ディレクター）
- 根本江里子（ディレクター）
- 杉本修三（プロデューサー）
- 早川義人（ディレクター）
- 後藤晃子（デスク）
- 小宮淑子（デスク）

## 主な制作番組（レギュラー番組）

### 現在
- 欽ちゃん劇場（BSフジ）
- はやく起きた朝は…（フジテレビ）
  - 前身である『おそく起きた朝は…』開始当初から一貫して制作に関与。

### 過去
- 三波伸介の凸凹大学校（東京12チャンネル）
- アイ・アイゲーム（フジテレビ）
- 新伍参上!美女対談（テレビ東京）
- TVプレイバック（フジテレビ）
- クイズ!早くイッてよ（フジテレビ）
- 関根&ルーの!クイズサクセス（フジテレビ）
- SO WHAT?（日本テレビ）
- 音楽牧場（テレビ東京）
- HUNGRY BOARDER（テレビ東京）
- 車楽（テレビ東京）
- 恋の手ほどき（テレビ東京）
- URVAN SPORTS MAGAZINE（MXテレビ）
- 集まれ!ナンデモ笑学校（テレビ東京）
- ANICOM TV（テレビ東京）
- あかたのげん（テレビ東京）
- 北島ウインクハート（テレビ東京）
- 絆体感TV 機動戦士ガンダム 第07板倉小隊（テレビ東京）
- 関根勤 KADENの深い夜（BS11）
- 原宿ブックカフェ（BSフジ）

他